# Біловка (Сакмарський район)
Біло́вка (рос. Беловка) — село у складі Сакмарського району Оренбурзької області, Росія.

## Населення
Населення — 1282 особи (2010; 1051 у 2002).
Національний склад (станом на 2002 рік):
- росіяни — 93 %